# ييراكيون (لاكونيا)
ييراكيون (Γεράκιον) هي مدينة في لاكونيا في مقاطعة كينتريكي إلادا في اليونان.
يبلغ عدد سكانها حوالي 1176 نسمة.